# فيوريل تاناسي
فيوريل تاناسي (بالرومانية: Viorel Tănase)‏ هو لاعب كرة قدم ومدرب كرة قدم روماني في مركز الوسط، ولد في 7 أكتوبر 1970 في غالاتس في رومانيا. شارك مع منتخب رومانيا لكرة القدم. أما مع النوادي، فقد لعب مع دينامو بوخارست ومكابي نتانيا ونادي أوتسيلول غالاتسي.

## وصلات خارجية
- فيوريل تاناسي على موقع قاعدة بيانات كرة القدم.إي يو (الإنجليزية)
- فيوريل تاناسي على موقع ناشيونال فوتبول تيمز (الإنجليزية)
- فيوريل تاناسي على موقع عالم كرة القدم.نت (الإنجليزية)